# TVMax
TVMax, est une chaîne de télévision panaméenne, propriétaire et exploité par Televisora Nacional.